# Ardabil
Ardabil (phát âmⓘ, tiếng Ba Tư: اردبیل, tiếng Azerbaijani: اردبیل) là thành phố cổ ở Tây Bắc Iran. Phần lớn chiếm ưu thế trong thành phố là dân tộc người Iran gốc Azerbajian và ngôn ngữ chính của người dân là tiếng Azerbajian.
Ardabil được biết đến với việc buôn bán lụa và thảm. Thảm Ardabil rất nổi tiếng và thảm Ardabil cổ được coi là một trong những loại thảm Ba Tư tốt nhất. Ardabil cũng là nơi có Di sản thế giới Đền thờ Ardabil, khu bảo tồn và lăng mộ của Shaikh Safî ad-Dîn, biệt danh của người sáng lập triều đại Safavid.

## Từ nguyên
Tên Ardabil xuất phát từ Avesta "Artavila" có nghĩa là thị trấn linh thiêng hoặc thánh địa.

## Khí hậu
Lạnh và lục địa (Köppen  Dsa ), nhiều khách du lịch đến khu vực vì khí hậu mát mẻ trong những tháng mùa hè nóng bức. Mùa đông dài và lạnh buốt, với nhiệt độ thấp kỷ lục −33 °C. Lượng mưa hàng năm là khoảng 380 mm (15 in).
| Dữ liệu khí hậu của Ardabil             | Dữ liệu khí hậu của Ardabil | Dữ liệu khí hậu của Ardabil | Dữ liệu khí hậu của Ardabil | Dữ liệu khí hậu của Ardabil | Dữ liệu khí hậu của Ardabil | Dữ liệu khí hậu của Ardabil | Dữ liệu khí hậu của Ardabil | Dữ liệu khí hậu của Ardabil | Dữ liệu khí hậu của Ardabil | Dữ liệu khí hậu của Ardabil | Dữ liệu khí hậu của Ardabil | Dữ liệu khí hậu của Ardabil | Dữ liệu khí hậu của Ardabil |
| Tháng                                   | 1                           | 2                           | 3                           | 4                           | 5                           | 6                           | 7                           | 8                           | 9                           | 10                          | 11                          | 12                          | Năm                         |
| --------------------------------------- | --------------------------- | --------------------------- | --------------------------- | --------------------------- | --------------------------- | --------------------------- | --------------------------- | --------------------------- | --------------------------- | --------------------------- | --------------------------- | --------------------------- | --------------------------- |
| Cao kỉ lục °C (°F)                      | 18.2 (64.8)                 | 20.0 (68.0)                 | 27.2 (81.0)                 | 32.0 (89.6)                 | 33.0 (91.4)                 | 37.5 (99.5)                 | 38.0 (100.4)                | 39.8 (103.6)                | 37.4 (99.3)                 | 30.8 (87.4)                 | 25.0 (77.0)                 | 21.2 (70.2)                 | 39.8 (103.6)                |
| Trung bình ngày tối đa °C (°F)          | 3.0 (37.4)                  | 4.5 (40.1)                  | 9.3 (48.7)                  | 16.7 (62.1)                 | 19.7 (67.5)                 | 23.2 (73.8)                 | 25.0 (77.0)                 | 24.7 (76.5)                 | 22.6 (72.7)                 | 17.5 (63.5)                 | 11.4 (52.5)                 | 5.7 (42.3)                  | 15.3 (59.5)                 |
| Tối thiểu trung bình ngày °C (°F)       | −7.9 (17.8)                 | −6.3 (20.7)                 | −2.4 (27.7)                 | 2.8 (37.0)                  | 6.0 (42.8)                  | 9.0 (48.2)                  | 11.6 (52.9)                 | 11.6 (52.9)                 | 8.7 (47.7)                  | 4.8 (40.6)                  | 0.3 (32.5)                  | −4.6 (23.7)                 | 2.8 (37.0)                  |
| Thấp kỉ lục °C (°F)                     | −31.4 (−24.5)               | −33.8 (−28.8)               | −28.8 (−19.8)               | −13.0 (8.6)                 | −8.5 (16.7)                 | −0.2 (31.6)                 | 3.0 (37.4)                  | 2.2 (36.0)                  | −4.4 (24.1)                 | −21.0 (−5.8)                | −24.2 (−11.6)               | −27.0 (−16.6)               | −33.8 (−28.8)               |
| Lượng Giáng thủy trung bình mm (inches) | 25.3 (1.00)                 | 24.1 (0.95)                 | 40.1 (1.58)                 | 47.0 (1.85)                 | 42.6 (1.68)                 | 18.9 (0.74)                 | 5.9 (0.23)                  | 5.5 (0.22)                  | 10.4 (0.41)                 | 31.8 (1.25)                 | 34.5 (1.36)                 | 29.4 (1.16)                 | 315.5 (12.43)               |
| Số ngày mưa trung bình                  | 8.2                         | 8.9                         | 11.3                        | 14.2                        | 15.7                        | 7.2                         | 3.9                         | 4.1                         | 6.4                         | 9.2                         | 7.7                         | 7.9                         | 104.7                       |
| Số ngày tuyết rơi trung bình            | 7.6                         | 7.7                         | 7.1                         | 2.1                         | 0.3                         | 0.0                         | 0.0                         | 0.0                         | 0.0                         | 0.9                         | 3.5                         | 6.3                         | 35.5                        |
| Độ ẩm tương đối trung bình (%)          | 75                          | 74                          | 73                          | 68                          | 71                          | 71                          | 69                          | 70                          | 74                          | 75                          | 74                          | 74                          | 72                          |
| Số giờ nắng trung bình tháng            | 146.2                       | 153.7                       | 170.4                       | 184.9                       | 245.4                       | 293.6                       | 302.8                       | 274.3                       | 227.1                       | 185.6                       | 153.4                       | 141.0                       | 2.478,4                     |
| Nguồn:                                  |                             |                             |                             |                             |                             |                             |                             |                             |                             |                             |                             |                             |                             |

## Danh lam thắng cảnh
Tại nhiều ngôi làng của Ardabil, các di tích của các di tích cổ, bao gồm các ngôi mộ đã được tìm thấy.
Là một thành phố cổ xưa, nguồn gốc của Ardabil quay trở lại 4.000 đến 6.000 năm (theo nghiên cứu lịch sử tại thành phố này). Thành phố này là thủ phủ của tỉnh Azerbaijan vào những thời điểm khác nhau, nhưng thời kỳ hoàng kim của nó là vào thời Safavid.